# Хондзё, Сигэру
Сигэру Хондзё (яп. 本庄繁 Хондзё: Сигэру, 10 мая 1876, префектура Хиого — 30 ноября 1945, Токио) — японский военный деятель, генерал Императорской армии Японии, главный адъютант императора, барон (дансяку) по системе кадзоку. Командовал Квантунской армией в начале 1930-х годов.

## Биография
Родился в семье фермеров в префектуре Хиого. Учился в кадетском корпусе, в 1897 году окончил Военную академию Императорской армии, где познакомился с Садао Араки. В 1902 году окончил Высшую военную академию.
В Русско-японской войне служил в 20-м пехотном полку и был удостоен звания капитана. После войны служил в штабе Императорской армии и преподавал в Высшей военной академии; в 1907—1908 военный атташе в Китае, в 1917 — в Европе. В 1919 году участвовал в иностранной интервенции в России.
В 1919—1921 годах командовал 11-м полком. В 1921—1924 советник генералиссимуса Чжана Цзолиня, правителя Маньчжурии. В 1922 году получил звание генерал-майора, в 1924 командование 4-й бригады ИАЯ. В 1927 году — генерал-лейтенант, в 1928 получил командование 10-й дивизией, в 1931—1932 — командующий Квантунской армией. Во время его командования произошёл Маньчжурский инцидент и началась японская интервенция в Маньчжурию.
Хондзё вернулся в Японию героем. В 1932—1933 член Верховного военного совета. В 1933 году стал главным адъютантом императора и генералом, а через два года, в декабре 1935, был произведен в бароны. Будучи императорским адъютантом, Хондзё вел подробный дневник, который был опубликован после войны.
26 февраля 1936 года группа националистически настроенных офицеров, связанных с движением Кодоха, попыталась провести путч. Хондзё был товарищем и однокурсником поддержавших путч генералов Араки и Масаки (яп. 真崎甚三郎) (к тому же Хондзё стал императорским адъютантом благодаря Араки) и приходился тестем капитану Ититаро Ямагути (яп. 山口一太郎), одному из главных путчистов. Когда разъяренный император Хирохито назвал путчистов мятежниками (яп. 暴徒), генерал Хондзё посоветовал ему не использовать такие термины по отношению к своим «верным солдатам». Хондзё принимал сторону путчистов и другими своими высказываниями — в частности, он попросил императора приказать путчистам совершить сэппуку, если тот не поддерживал их действия (Хирохито отказался отдавать приказ и ответил, что путчисты должны убить себя по своей воле). Путч был подавлен и в конце марта Хондзё был вынужден уйти в отставку.
В 1939—1945 годах глава службы военных госпиталей. В мае 1945 года был назначен членом Тайного совета. После войны был арестован американцами по подозрению в военных преступлениях, но сумел совершить самоубийство до начала суда.